# Władcy Étampes

Herb hrabiów Étampes

## Hrabiowie Étampes
| Wizerunek | Lata panowania | Władca                         |
| --------- | -------------- | ------------------------------ |
|           | 1327 - 1336    | Karol d'Évreux                 |
|           | 1336 - 1381    | Ludwik II d'Évreux             |
|           | 1381 - 1384    | Ludwik I Andegaweński          |
|           | 1399 - 1416    | Jan de Berry                   |
|           | 1421 - 1442    | Ryszard de Dreux               |
|           | 1442 - 1465    | Jan II de Nevers               |
|           | 1465 - 1478    | Franciszek II Bretoński        |
|           | 1478 - 1500    | Jan de Foix                    |
|           | 1500 - 1512    | Gaston de Foix, książę Nemours |
|           | 1512 - 1514    | Anna Bretońska                 |
|           | 1514 - 1515    | Klaudia de Valois              |
|           | 1515 - 1519    | Artus Gouffier                 |
|           | 1519 - 1524    | Klaudia de Valois              |
|           | 1526 - 1534    | Jean de La Barre               |
|           | 1534 - 1536    | Jean IV de Brosse              |

## Książęta Étampes
| Wizerunek | Lata panowania | Władca                              |
| --------- | -------------- | ----------------------------------- |
|           | 1536 - 1553    | Jean IV de Brosse                   |
|           | 1553 - 1562    | Diana de Poitiers                   |
|           | 1562 - 1564    | Jean IV de Brosse                   |
|           | 1576 - 1577    | Jan Kazimierz von Simmern           |
|           | 1579 - 1582    | Katarzyna de Guise                  |
|           | 1582 - 1598    | Małgorzata de Valois                |
|           | 1598 - 1599    | Gabrielle d’Estrées                 |
|           | 1599 - 1665    | Cezar de Vendôme                    |
|           | 1665 - 1669    | Ludwik II de Vendôme                |
|           | 1669 - 1712    | Ludwik Józef de Vendôme             |
|           | 1712 - 1718    | Maria Anna Burbon                   |
|           | 1718 - 1752    | Ludwika Elżbieta Burbon-Conde       |
|           | 1752 - 1759    | Ludwika Henrietta Burbon-Conti      |
|           | 1759 - 1792    | Ludwik Filip Józef Burbon-Orleański |